# Дар аль-іслам

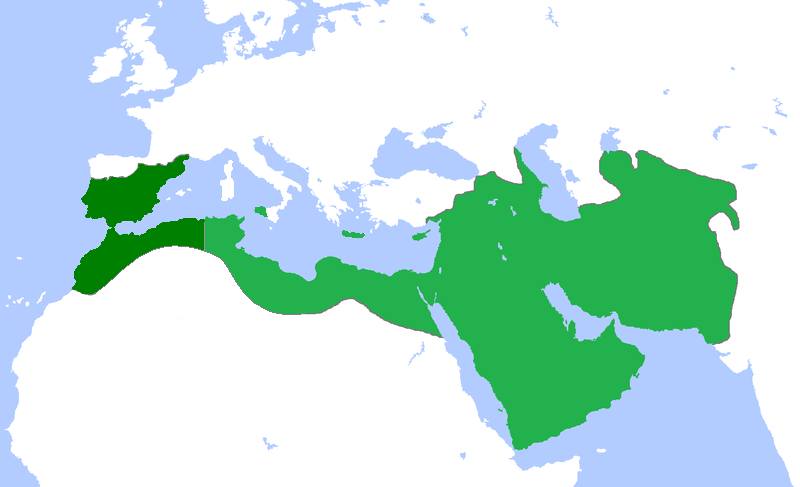
Територія Аббасидского халіфату і Кордовского емірату (темно-зелений), VIII століття

Дар аль-іслам (араб. دار الإسلام — територія ісламу) — традиційна мусульманська назва територій, де діє мусульманський релігійний закон і де політично панують мусульмани. Протилежність Дар аль-ісламу є Дар аль-куфр (територія невіри) або Дар аль-харб (територія війни).
Даний термін не є канонічним, оскільки не згадується в Корані та Сунні пророка Мухаммеда, і вперше використаний засновником Ханафітського мазхабу імамом Абу Ханіфою. Дар аль-іслам може бути населений немусульманами, які потрапляють під класифікацію ахль аз-зімма.
Ханафітська школа права вважає, що територія завоювань невіруючими може залишатися Дар аль-ісламом, поки суддя (кади) судить за ісламськими законами, а мусульмани і зіммі захищені. На думку більшості юристів, якщо на ісламській території ісламське право замінюється немусульманським, то вона стає територією війни.
У колоніальний період обговорювався статус колонізованих територій. Індійські мусульмани стверджували, що Британська Індія була частиною Дар аль-харб і мусульмани зобов'язані вести джихад проти англійців. Ісламські богослови вважали Дар аль-Харб колонізований Алжир і виникла дискусія про обов'язок виїзду (хіджри) в Дар аль-іслам.
В даний час термін «дар аль-іслам» вживається також по відношенню до світських державам, населених переважно мусульманами.